# Црква Свете Петке у Биначу
Црква Свете Петке се налазила у Биначу, насељеном месту на територији општине Витина, на Косову и Метохији. Припадала је Епархији рашко-призренске Српске православне цркве.
Црква посвећена Светој Петки подигнута је 1973. године, на гробљу, на темељима старијег храма. Налазила се на четири километра јужно од Витине.

## Разарање цркве 1999. године
Цркву су разрушили експлозивом припадници ОВК у присуству америчких снага КФОР-а.